# 玉藻丸
玉藻丸（たまもまる）は、逓信省鉄道局（後の鉄道院を経て鉄道省）宇高航路に在籍した客船。
船名は古事記にある地名からとられており、玉藻は高松港付近のことである。

## 概要
「玉藻丸」およびほぼ同型の「児島丸」は、元は山陽鉄道傘下の山陽汽船商社が発注した船である。
旅客定員は就航時は一等船室が12名、二等船室が36名、三等船室が98名であったが、1919年（大正8年）には二等船室が38名、三等船室が290名となっている。
照明には旧来の石油ランプに代わって電灯を用い、話題となった。また船体もそれまでの黒と違って白色に塗られていた。船内の売店ではビフテキ、ビール、フライが売られ、珍しがられた。

## 船歴
「玉藻丸」は三菱合資会社三菱造船所の151番船として建造され、1902年（明治35年）8月11日に起工。1903年（明治36年）1月24日に進水し、同年3月12日に竣工。3月18日、三蟠・高松間に就航した。
1906年（明治39年）12月1日、山陽鉄道は国有化される。
1910年（明治43年）6月に宇野線が開通すると岡山・高松航路は宇野・高松航路に変更され、「玉藻丸」は同航路の第一船となった。
1919年（大正8年）7月5日と翌6日、および1920年（大正9年）5月16日から18日まで、山陽線不通に伴い宇野・尾道間で臨時運行される。
1923年（大正12年）6月26日、引退。
1924年（大正13年）3月1日、「児島丸」とともに瀬戸内連絡急行汽船に売却された。1945年（昭和20年）6月、瀬戸内海汽船に移籍。
戦後はGHQの日本商船管理局（en:Shipping Control Authority for the Japanese Merchant Marine, SCAJAP）によりSCAJAP-T109の管理番号が付与された。